# 여고 동창생 (2002년 드라마)
《여고 동창생》은 KBS 2TV에서 2002년 12월 9일부터 2003년 5월 31일까지 방영된 한국방송공사 2TV 아침드라마이다.
한편, 비인간적인 내용으로 비난을 샀고 외주 제작사인 한국방송제작단은 이 작품을 끝으로 KBS 아침드라마 외주제작에서 손을 뗐다.

## 등장 인물

### 주요 인물
- 박지영 : 정순주(40세) 역 - 홈쇼핑 모델
- 김혜선 : 서민정(40세) 역 - 주부, 홈쇼핑회사의 대주주
- 정경순 : 조용실(40세) 역 - 서민정과 정순주와 여고동창생
- 임호 : 이규원 역(35세) - 홈쇼핑 PD, 이 회장의 장남

### 정순주의 주변 인물
- 윤소정 : 배윤자(70세) 역 - 민재의 할머니
- 김재인 : 배혜리(23세) 역 - 민재의 친구

### 서민정의 주변 인물
- 김형일 : 김경섭(42세) 역 - 홈쇼핑회사 간부, 서민정의 남편

### 조용실의 주변 인물
- 안석환 : 박종수(44세) 역 - 구청 공무원, 조용실의 남편
- 이혜미 : 박소영(21세) 역 - 조용실의 딸, 대학생
- 장경준 : 박주영(10세) 역 - 조용실의 아들

### 이규원의 주변 인물
- 이정길 : 이천식(57세) 역 - 녹원그룹 회장
- 양희경 : 홍석례(55세) 역 - 이 회장의 부인
- 황동주 : 이상원(26세) 역 - 이 회장의 둘째아들
- 고은영 : 이민재(23세) 역 - 이 회장의 막내딸(입양), 정순주의 친딸

### 그 외 인물
- 김애란
- 고은미